# 古濱庄一
古濱 庄一（ふるはま しょういち、1921年11月15日 - 2002年1月10日）は、日本の工学者、教育者。武蔵工業大学（現東京都市大学）名誉教授、元学長。水素エネルギー協会元会長。工学博士。
レシプロエンジンのピストンリング研究の大家。ピストンリングの動的潤滑理論の確立や実働状態におけるピストンとピストンリングの温度、潤滑油消費量、シリンダー変形などの実験方法を開発する。1970年代頃より日本で初めて水素エンジンの研究に取り組み、水素自動車の基礎研究と試作を行った。実験を重視する研究姿勢で水素エンジン特有のバックファイア問題の解決に尽力した。また、研究の傍ら一般や青少年向けの本を執筆し普及に努めた。また研究の業績に対してSAEから表彰された。

## 略歴
- 1946年 - 東京工業大学卒業。
- 1948年 - 東京工業大学助手。
- 1951年 - 武蔵工業大学兼任講師、武蔵工業大学内燃機関研究室創設
- 1956年 - 武蔵工業大学助教授に就任。
- 1960年 - 武蔵工業大学教授に就任。
- 1987年 - 水素エネルギー協会会長[3]。
- 1989年 - 武蔵工業大学学長に就任。
- 1989年 - 日本私立大学協会理事に就任。
- 1998年 - 武蔵工業大学（現東京都市大学）名誉教授。
- 1999年 - 勲三等旭日中綬章受章。
- 2002年 - 肝不全のため死去[1]。

## 著書
- 内燃機関工学 ISBN 9784782840276
- 内燃機関 ISBN 9784627611801
- 自動車エンジンのトライボロジ
- エンジンの再発見―水素自動車への挑戦 ISBN 9784061180895
- 未来をひらく水素自動車 ISBN 9784501412203
- エンジンの事典 ISBN 9784254230734

## 論文
- 近藤卓, 飯尾秀一, 昼間勝, 古濱庄一, 「水素エンジンの異常燃焼に関する研究 : 残存点火エネルギーによるバックファイヤについて」『日本機械学会論文集 B編』 1997年 63巻 610号 p.2209-2214, doi:10.1299/kikaib.63.2209。
- Furuhama, Shoichi, and Hiroshi Ichikawa. L-Ring Effect on Air-Cooled Two-Stroke Gasoline Engines. No. 730188. SAE Technical Paper, 1973. ASIN B00072RT32
- Furuhama, Shoichi, and Masaaki Takiguchi. Measurement of piston frictional force in actual operating diesel engine. No. 790855. SAE Technical Paper, 1979. ASIN B00072T9LW
- Furuhama, Shoichi, Masaru Hiruma, and Makoto Tsuzita. Piston ring motion and its influence on engine tribology. No. 790860. SAE Technical Paper, 1979. ASIN B00072T9MQ
- Furuhama, Shoichi, and Yoshiyuki Kobayashi. Hydrogen Cars with LH 2-Tank, LH 2-Pump and Cold GH 2-Injection Two-Stroke Engine. No. 820349. SAE Technical Paper, 1982. ASIN B00072UA4M
- Furuhama, Shoichi, and Shinichi Sasaki. New device for the measurement of piston frictional forces in small engines. No. 831284. SAE technical paper, 1983. ASIN B00072VYVA
- Furuhama, Shoichi, and Koji Hirukawa. Piston slap motion and engine noise under low temperature idling operation of diesel engines. No. 830066. SAE Technical Paper, 1983. ASIN B00072W93W
- Furuhama, Shoichi, and Yoshiteru Enomoto. "Heat transfer into ceramic combustion wall of internal combustion engines." No. 870153. SAE Technical Paper, 1987. ASIN B0007374EA

## 特許
- アメリカ合衆国特許第 4,452,464号 Oil ring
- アメリカ合衆国特許第 4,957,420号 Vane pump with guide means for regulating movement of vane
- アメリカ合衆国特許第 5,007,381号 Method to decrease black smoke of diesel
- アメリカ合衆国特許第 5,403,167号 Structure of liquefield hydrogen pump
- アメリカ合衆国特許第 5,383,647号 Gas-injection valve for internal combustion engine
- ドイツ特許第C2 DE 4339178 C2号 Struktur einer Pumpe für flüssigen Wasserstoff
- ドイツ特許第A1 DE 3913989 A1号 Fluegelpumpe
- ドイツ特許第A1 DE 3207810 A1号 Compound piston ring

## 関連事項
- 水素自動車
- 東京都市大学の人物一覧
- 東京工業大学の人物一覧